# Штраус, Рихард
Ри́хард Штра́ус (нем. Richard Strauss, 11 июня 1864, Мюнхен, Королевство Бавария — 8 сентября 1949, Гармиш-Партенкирхен, ФРГ) — немецкий композитор эпохи позднего романтизма, яркий представитель немецкого экспрессионизма, особенно прославился благодаря своим симфоническим поэмам и операм. Был также выдающимся дирижёром.
Рихард Штраус и Густав Малер вместе представляют собой образец стиля позднего немецкого романтизма после Рихарда Вагнера.

## Биография

### Ранние годы
Рихард Штраус родился 11 июня 1864 года в Мюнхене (в то время Королевство Бавария, сейчас — одна из земель Германии), отец — Франц Штраус, первый валторнист в Мюнхенской придворной опере. В юности получил от своего отца и его ближайших коллег широкое, хотя и консервативное музыкальное образование; свою первую музыкальную пьесу написал в возрасте 6 лет; с тех пор и до своей смерти, последовавшей почти 80 лет спустя, практически непрерывно сочинял музыку.
В 1868 г. начал заниматься на фортепиано под руководством арфиста и педагога Августа Томбо. С 1872 года занимался музыкой под руководством своего двоюродного дяди, скрипача Бенно Вальтера, которому в дальнейшем посвятил юношеский скрипичный концерт. В 1874 году Штраус впервые услышал оперы Рихарда Вагнера «Лоэнгрин», «Тангейзер» и «Зигфрид»; влияние музыки Вагнера на стиль Штрауса могло стать определяющим, но поначалу его отец запрещал ему изучать Вагнера: в доме Штраусов музыка Вагнера считалась музыкой низкого сорта, и лишь в возрасте 16 лет Штраус смог получить партитуру «Тристана и Изольды». В дальнейшем, Рихард писал и говорил о том, что он глубоко сожалеет об этом. В отроческие годы посещал оркестровые репетиции в опере, в 1875—1880 гг. брал уроки теории музыки и оркестровки у второго дирижёра Фридриха Вильгельма Майера; среди его наставников был также пианист Йозеф Гирль.
В 1882 году Штраус поступил в Мюнхенский университет, где изучал философию и историю — но не музыку, — однако год спустя покинул университет, чтобы отправиться в Берлин. Во время учёбы он познакомился с Максом Шиллингсом и убедил последнего посвятить свою жизнь музыке.
В столице Германии он непродолжительное время учился, а затем получил пост ассистента дирижёра при Гансе фон Бюлове, заменив его в Мюнхене, когда тот вышел в отставку в 1885 году. Его композиции этого периода были весьма консервативными, в стиле Роберта Шумана или Феликса Мендельсона, верными стилю преподавания его отца. Его Концерт для валторны № 1 (1882—1883) типичен для этого периода, и тем не менее его по-прежнему регулярно играют. Стиль Штрауса начинает заметно меняться, когда он встречает Александра Риттера, известного композитора и скрипача, мужа одной из племянниц Рихарда Вагнера. Именно Риттер убедил Штрауса отказаться от своего консервативного юношеского стиля и приступить к сочинению симфонических поэм; он также познакомил Штрауса с эссе Рихарда Вагнера и сочинениями Шопенгауэра. Штраус собирался дирижировать одной из опер Риттера, а позднее Риттер написал поэму по мотивам симфонической поэмы Рихарда Штрауса «Смерть и просветление» (Tod und Verklärung).
Рихард Штраус женился на певице-сопрано Паулине Марии де Ана 10 сентября 1894 года. Она была известна своим властным и вспыльчивым характером, эксцентричностью и прямотой, но брак был счастливым — супруга стала для него большим источником вдохновения. На протяжении своей жизни, с ранних песен до последних, написанных в 1948 году «Четырёх последних песен», он всегда предпочитал сопрано любым другим голосам.

### Симфонические поэмы
Благодаря увлечению симфоническими поэмами появилась первая из них, показавшая зрелое мастерство, — Дон Жуан. Во время премьеры в 1889 году половина публики аплодировала, в то время как другая половина шикала. Штраус знал, что обрёл свой собственный музыкальный голос, заявив:

«Теперь я утешаю себя сознанием того, что нахожусь на сознательно выбранной дороге, всецело осознавая, что не существует художника, которого тысячи его современников не считали бы умалишённым».
За «Дон Жуаном» последовали:
- «Из Италии» (Aus Italien, 1886)
- «Макбет» (Macbeth, 1888/1890)
- «Смерть и просветление» (Tod und Verklärung, 1888—89)
- «Весёлые проделки Тиля Уленшпигеля» (Till Eulenspiegels lustige Streiche, 1895)
- «Так говорил Заратустра» (Also sprach Zarathustra, 1896)
- «Дон Кихот» (Don Quixote, 1898)
- «Жизнь героя» (Ein Heldenleben, 1899)
- «Домашняя симфония» (Symphonia Domestica, 1904)
- «Альпийская симфония» (Eine Alpensinfonie, 1915)

Среди других оркестровых сочинений Штрауса — сюита «Мещанин во дворянстве» (Le Bourgeois gentilhomme, 1917) и симфонический этюд «Метаморфозы» для ансамбля из 23 струнных инструментов — 10 скрипок, пяти альтов, пяти виолончелей и трёх контрабасов (Metamorphosen, 1945).

### Оперы
В конце XIX века Штраус обращается к опере. Его первые опыты в этом жанре Гунтрам в 1894 году и Погасшие огни (Feuersnot) в 1901 году провалились. В 1905 году он создаёт Саломею (по пьесе Оскара Уайльда), которая была встречена столь же пылко и неоднозначно, как в своё время Дон Жуан. На премьере в Метрополитен-опере в Нью-Йорке протесты публики были столь громкими, что спектакль сняли после первого же представления. Без сомнения, эти протесты в значительной степени определялись выбором темы, но отчасти негативный прием был связан с использованием Штраусом диссонансов, которые редко можно было услышать в опере того времени. В других оперных театрах эта опера пользовалась успехом, что позволило Рихарду Штраусу построить свой дом в Гармиш-Партенкирхене исключительно за счет доходов от представлений этой оперы.
Следующей оперой Штрауса была Электра, в которой Штраус ещё интенсивнее использует диссонансы. С этой оперы начинается сотрудничество Штрауса с поэтом Гуго фон Гофмансталем. Их совместная работа над другими произведениями была долгой и плодотворной. Однако в своих последующих операх Штраус более осторожен в использовании гармонического языка, поэтому такие сочинения, как Кавалер розы (1910), получают большой успех у публики. До 1940 года Штраус продолжает сочинять оперы с завидной регулярностью. Из-под его пера появляются Ариадна на Наксосе (1912), Женщина без тени (1918), Интермеццо (1923), Елена Египетская (1927) и Арабелла (1932), все в сотрудничестве с Гуго фон Гофмансталем; Молчаливая женщина (1934), либретто Стефана Цвейга; День мира (1936) и Дафна (1937) (либретто Йозефа Грегора и Цвейга); Любовь Данаи (1940) (в сотрудничестве с Грегором) и Каприччио (либретто Клеменса Крауса) (1941).

### Балеты
Известен как автор двух балетов: «Легенда об Иосифе» (op. 63, 1912) в постановке М. М. Фокина на либретто Г. фон Гофмансталя для Русского балета Дягилева (1914); «Взбитые сливки» (op. 70, 1922). Помимо того симфоническая поэма «Весёлые проделки Тиля Уленшпигеля» (op. 28, 1895) неоднократно использовалась балетмейстерами для постановок музыкального театра: «Тиль Уленшпигель» В. Ф. Нижинского (1916),
«Тиль Эйленшпигель» Л. В. Якобсона (1933), в балетах Ж. Бабиле (1949) и «Весёлые забавы Тиля Уленшпигеля» в хореографии Дж. Баланчина (1951).

### Камерная музыка и сольные сочинения
В число сольных работ и камерных ансамблей Штрауса входят ранние сочинения для фортепиано, написанные в консервативном гармоническом стиле, многие из них утрачены; редко исполняемый «Струнный квартет» (соч. 2); знаменитая «Скрипичная соната ми-бемоль», которую он написал в 1887 году; небольшое число пьес позднего периода. После 1900 года он создаёт лишь шесть произведений для камерных ансамблей; четыре являются сюитами из его опер. Его последнее камерное сочинение, «Алегретто ми минор для скрипки и фортепиано» датировано 1940 годом.

### Сочинения для солирующего инструмента и оркестра
Намного больше музыки Штраус писал для сольного инструмента (или инструментов) с оркестром. Наиболее известны два концерта для валторны с оркестром (№ 1 Ми-бемоль мажор, соч. 11 и № 2 Ми-бемоль мажор), которые и поныне входят в репертуар большинства концертирующих валторнистов, концерт для скрипки, симфоническая поэма Дон Кихот для виолончели, альта и оркестра, а также написанный в поздние годы концерт для гобоя с оркестром (который был сочинён по просьбе американского солдата, которого он встретил после войны) и концертный дуэт для фагота и кларнета, который стал одной из его последних работ (1947). Штраус признавал, что в основе концертного дуэта лежит «внемузыкальный» сюжет, в котором кларнет представляет принцессу, а фагот — медведя, во время их танца медведь превращается в принца.

### Штраус и национал-социализм
Существует значительное расхождение во мнениях относительно роли, которую Штраус играл в Германии после прихода к власти Нацистской партии. Некоторые источники указывают на его неизменную аполитичность и отсутствие какого-либо сотрудничества с нацистами. Другие указывают на то, что он был должностным лицом на государственной службе во времена Третьего рейха.
В ноябре 1933 года без каких-либо консультаций со Штраусом Геббельс назначает его на пост президента Имперской музыкальной палаты (Reichsmusikkammer). Штраус решает сохранить за собой этот пост, но оставаться при этом аполитичным. Штрауса критикуют за наивность этого решения, но, возможно, это решение было наиболее благоразумным с учётом всех обстоятельств. Находясь на этом посту, он в 1934 году написал Олимпийский гимн для будущих Олимпийских игр в Берлине. Он также поддерживал отношения с некоторыми высокопоставленными нацистскими чинами. Очевидно его намерение защитить от преследований свою невестку Алису, которая была еврейкой. В 1935 году Штрауса вынудили уйти с поста президента Палаты после его отказа убрать из афиш оперы Молчаливая женщина имя либреттиста — писателя Стефана Цвейга, который был его другом и был евреем. Он написал Цвейгу письмо со словами поддержки, с критикой нацистов. Это письмо было перехвачено гестапо.
Его решение написать День мира в 1938 году, одноактную оперу, в которой действие происходит в осаждённой крепости во времена Тридцатилетней войны — по сути, гимн миру и едва завуалированная критика Третьего рейха — в период, когда вся нация готовилась к войне, было чрезвычайно смелым поступком. С присущим ему противопоставлением свободы и рабства, войны и мира, света и тьмы, это сочинение считалось в большей степени связанным с Фиделио, нежели с любым из последних оперных сочинений Штрауса. Постановка была прервана в 1939 году в начале войны.
Когда его невестка Алиса была помещена в Гармише в 1938 году под домашний арест, Штраус использовал свои связи в Берлине, например, обратился к интенданту Берлина Хайнцу Титьену, чтобы обеспечить её безопасность; кроме того, существуют также указания на то, что он пытался использовать своё официальное положение, чтобы защитить своих друзей и коллег-евреев. Штраус не оставил никаких дневников или комментариев, которые могли бы выявить его отношение к насаждаемому нацистами антисемитизму, поэтому о мотивации его действий того периода можно говорить лишь предположительно. Хотя большинство его действий в 1930-е годы находились посредине между очевидным конформизмом и диссидентством, с уверенностью можно говорить лишь об одном его диссидентском поступке в музыке — пацифистской драме День мира.
В 1942 году Штраус перевёз свою семью обратно в Вену, где Алиса и её дети могли находиться под защитой гауляйтера Вены Бальдура фон Шираха. Даже он был не в силах полностью защитить еврейских родственников Штрауса; в начале 1944, когда Штраус был в отъезде, Алиса и сын композитора были похищены гестапо и провели в тюрьме двое суток. Лишь своевременное личное вмешательство Штрауса помогло спасти их; он смог вывезти обоих в Гармиш, где они оставались, находясь под домашним арестом, до конца войны.
Позднее он был привлечён к суду по обвинению в связях и сотрудничестве с нацистами. Приговор был оправдательным.

### Последние годы
В 1948 году Штраус написал своё последнее сочинение, «Четыре последние песни» для сопрано и оркестра. Хотя песни Штраус писал в течение всей своей жизни, эти являются наиболее известными. В сравнении с сочинениями более молодых композиторов гармонический и мелодический язык Штрауса выглядел к тому моменту несколько устаревшим. Тем не менее эти песни неизменно пользуются популярностью у слушателей и исполнителей. Сам Штраус заявил в 1947 году: «Может быть, я не являюсь первосортным композитором, но я — первоклассный второсортный композитор!»
На 84-м году жизни могучее здоровье Штрауса стало сдавать, появились приступы слабости, сердечные припадки. Временами наступала потеря сознания. Рихард Штраус скончался 8 сентября 1949 года в Гармиш-Партенкирхене в Германии в возрасте 85 лет.
Останки Штрауса были кремированы. Урна похоронена на Гармишском кладбище в Гармиш-Партенкирхене в могиле, в которой находятся его жена Полина, их сын Франц (1898—1980) и его жена Алиса (1904—1991), внук Рихард (1927—2007) и его жена Габриэль. , урожденная Хоттер (1939—2020), а также внук Кристиан (1932—2020) и его жена Бриджит, урожденная Экхардт (1925—1988).

### Дирижёр
Рихард Штраус — выдающийся дирижёр. В его дирижёрском репертуаре были не только собственные сочинения, но и многочисленные оперные и симфонические партитуры XVIII — начала XX века.
Среди сохранившихся записей — собственные симфонические сочинения («Домашняя симфония», «Дон Жуан», «Тиль Уленшпигель», «Дон Кихот», «Смерть и просветление», «Жизнь героя», «Японская праздничная музыка», сюита из «Мещанина во дворянстве» и др.), Пятая и Седьмая симфонии Л. ван Бетховена, три последние симфонии В. А. Моцарта. В то же время не было сделано ни одной полной оперной записи под управлением Рихарда Штрауса.
Есть также записи нескольких песен Штрауса с автором в качестве аккомпаниатора.

## В астрономии
- В честь героини оперы Рихарда Штрауса «Ариадна на Наксосе» Зербинетты назван астероид (693) Зербинетта.
- В честь героини оперы Рихарда Штрауса «Арабелла» назван астероид (841) Арабелла.

## В филателии
Рихард Штраус изображен на австрийской почтовой марке 1989 года.